# Ralf Cetto

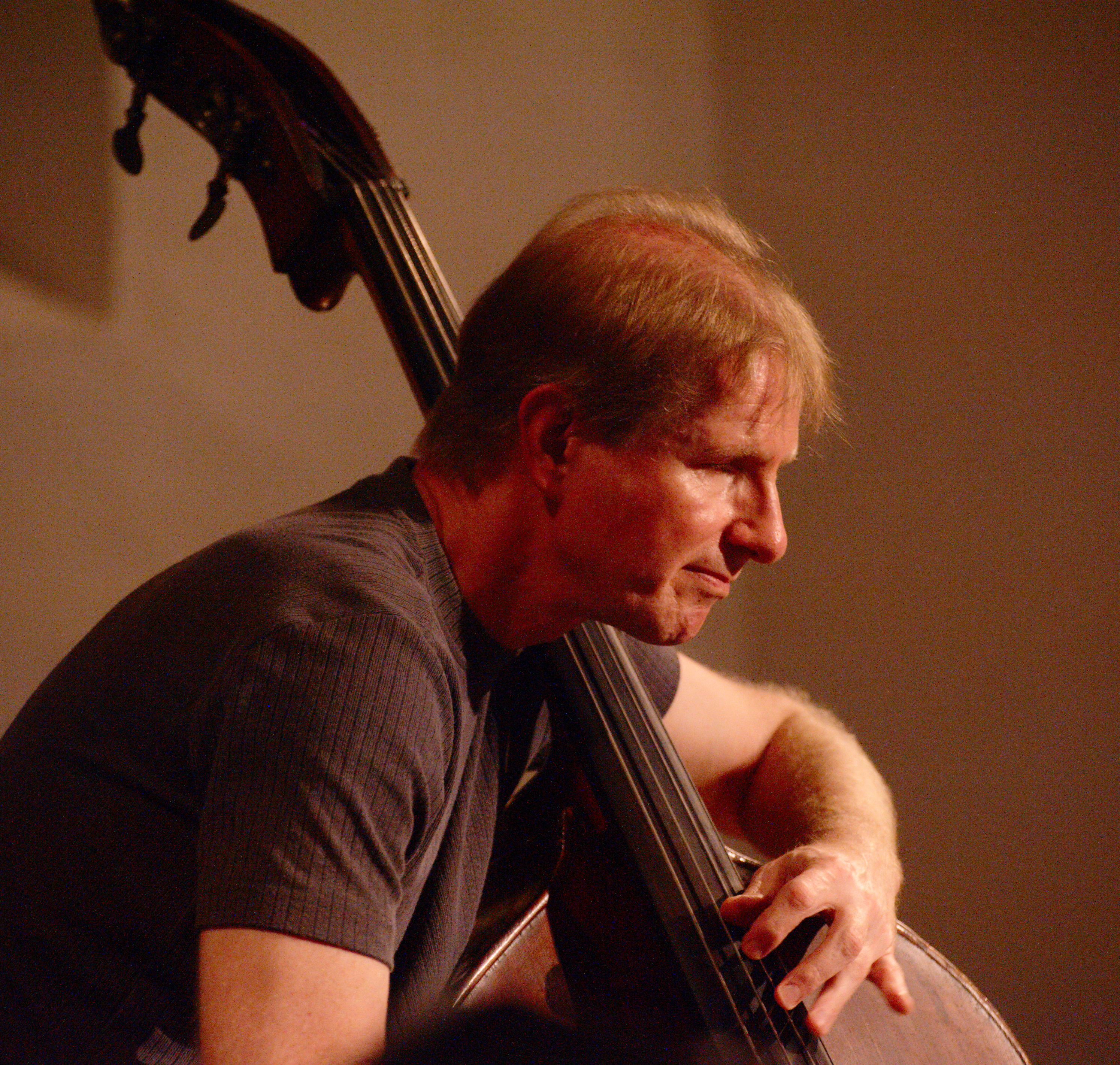
Ralf Cetto (2019)

Ralf Cetto (* 1965 in Saarbrücken) ist ein deutscher Jazzmusiker (Kontrabass, E-Bass, Komposition).

## Leben und Wirken
Cetto studierte an der Musikhochschule Köln Jazz-E-Bass bei Andreas Lonardoni und besuchte Masterklassen bei Alphonso Johnson und John Patitucci. Bereits während des Studiums unterrichtete er die Nebenfachbassisten der Kölner Musikhochschule. Seit 2001 hat er Lehraufträge für Bass und Ensembleleitung an der Hochschule für Musik Mainz und an der Hochschule für Musik und Darstellende Kunst Frankfurt am Main.
Cetto gehörte in den 1990er Jahren zum Fusiontrio Impala (mit Gitarrist David Heintz und Schlagzeuger Dirk Leibenguth bzw. Andy Gillmann), mit dem er drei Alben einspielte. Mit seiner eigenen Band Universal Language konzertierte er in Deutschland und Irland. Mit dem Trio von Aziza Mustafa Zadeh trat er weltweit auf, u. a. beim Montreux Jazz Festival und bei den Leverkusener Jazztagen (WDR-Mitschnitt). Mit dem Quartett von Bob Degen und Valentín Garvie konzertierte er auf dem Deutschen Jazzfestival Frankfurt 2011. Weiterhin gehörte er zu den Bands von Tony Lakatos, Ivan Lins, Stephanie Wagner, Uli Schiffelholz und Thomas Bachmann.
Cetto wirkte bei zahlreichen CD- und Rundfunkproduktionen mit und trat mit Lydie Auvray, Joan Faulkner, Sheila E., Percy Sledge, Adam Nussbaum, Will Calhoun, Mitchel Forman, Joe Porcaro, Joe Gallardo, Dave Lombardo, Michael Shapiro, Emil Mangelsdorff, Ralph Humphrey, Torsten de Winkel sowie dem SWR-Rundfunkorchester, dem Hr-Sinfonieorchester und der Hr-Bigband auf.

## Preise und Auszeichnungen
Cetto war 1988 Finalist der European Jazz Competition bei den Leverkusener Jazztagen mit dem Quartett Grossi-Keller-Sanguinetti-Cetto.